# La Esterella
Esther Lambrechts, dite La Esterella, née le 7 mai 1919 à Anvers et morte dans cette même ville le 11 avril 2011, est une chanteuse flamande. Elle était surtout connue pour son classique Oh lieve vrouwetoren. Sa voix profonde lui a valu d'être appelée la Zarah Leander belge. La Esterella a été le premier artiste flamand à obtenir un succès international.

## Biographie
La Esterella travaille d'abord comme couturière. Elle chante pendant des fêtes et est remarquée par le chef d'orchestre Jacques Kluger. Cependant, faute d'obtenir la permission de ses parents, elle se voit contrainte de refuser de chanter dans son groupe. Dans les années 1940, elle participe régulièrement à des concours de chant, dans la salle Oud-België à Anvers. C'est là que son futur mari et manager, Charly Schleimovitz, la découvre. Elle commence sa carrière comme chanteuse de chansons populaires et romantiques, en plusieurs langues, et rencontre immédiatement le succès auprès du public. Son ambitus est de trois octaves et demie.
Pendant la Seconde Guerre mondiale, La Esterella est forcée d'aller en Allemagne où elle est surnommée die Kanone. Après la guerre, elle connaît un certain succès en Europe. De 1948 à 1954, elle chante dans les stations balnéaires britanniques, six mois par an. Dès 1948, La Esterella chante dans les studios de la BBC et devient la première chanteuse flamande à se produire à la télévision britannique. La même année, elle perce dans d'autres pays européens comme la France, la Norvège et la Tchécoslovaquie, où elle chante aussi dans la langue locale.
En 1953, elle signe avec le label Philips et enregistre son premier album en néerlandais. Sa chanson Oh Lieve Vrouwetoren devient immédiatement un tube. Elle obtient plusieurs hits jusqu'en 1959. Son mari tombe alors malade et elle décide de moins chanter. Quand son mari décède en 1962, elle interrompt sa carrière et travaille comme secrétaire. La Esterella se remarie en 1970, mais son deuxième mari, Victor Van Buel décède en 1980.
Après sa retraite en 1982, elle accepte, de façon un peu surprenante, de se produire à la radio dans le programme Vragen staat vrij du présentateur Jos Baudewijn. Elle y adapte la version de Frank Sinatra du classique Ol' Man River. Les réactions sont si positives qu'elles la poussent à revenir à la chanson. Elle entame alors une seconde carrière comme chanteuse populaire.
Elle se produit régulièrement à la télévision (Klasgenoten, 20 jaar Gaston en Leo, Gaston 80) ou dans des téléfilms (La Esterella, une diva, Steggerda joue Steggerda).
Elle enregistre encore quelques titres dans les années 1990, notamment avec Coco Jr. en 1995, avec Alex Callier, de Hooverphonic et Regi Penxten, de Milk Inc., pour la bande originale du film Shades, d'Erik Van Looy, en 1999.
Son dernier album, Liedjes die ik steeds graag zing, sort en 1998.
En 2001, elle reçoit le prix Voor een Leven Vol Muziek de Radio 2 et entre dans le « Hall of Fame » de la chanson flamande. Elle est également nommée officier dans l'Ordre de Léopold II.
En 2003, elle fait une brève apparition dans le court métrage A Piece of Cake.
En 2004, elle présente, avec le poète officiel d'Anvers (Tom Lanoye), le poème De kathedraal antwoordt. Malgré son grand âge et ses difficultés à marcher, elle continue de chanter, se produisant même, à l'occasion, sur de grandes scènes ou à la télévision. Ainsi, elle chante avec Paul Michiels un duo pour le gala télévisé Gaston 80, le 5 janvier 2007. En 2008, des problèmes de santé l'obligent à passer trois mois à l'hôpital puis elle doit entrer dans une maison de retraite, où séjourne l'actrice Yvonne Verbeeck.
La Esterella meurt le 11 avril 2011 dans un hôpital de sa ville natale. Ses funérailles à la cathédrale d'Anvers, le 16 avril, sont très suivies. Le 18 avril, elle est enterrée au cimetière du Schoonselhof.

## Discographie

### Singles
(liste incomplète)
| - Und wieder geht ein schöner Tag zu Ende (1942/43) - Alleen door jou (1952) - Oh! Lieve Vrouwe toren (1953) - Voor een kusje van jou (1953) - Het lied van mijn hart (1953) - Eeuwig (1953) - Dank (1953) - Alle moeders (1954) - In je hart (1954) - Kom bij mij (1954) - 't Is zo goed (1954) - Ave Maria (1955) - Goedenacht… tot morgen (1955) | - Zachtjes, zachtjes (1955) - Mandolino (1955) - Heden en verleden (1955) - Weldra komt de dag (1955) - Zonneschijn voor iedereen (1955) - Arrivederci Roma (1956) - La luna (1956) - Refrein (1956) - Ga hand in hand (1956) - Bij het open vuur (1956) - Het lied van Lima (1957) - Klimrozen bloeiden (1957) - Verliefde ogen (1957) | - Steeds denk ik aan jou (1958) - Maria's kind (1958) - Rozen vallen uit de hemel (1959) - Liefdesvreugd, liefdesleed (1959) - Het liedje zonder woorden (1959) - De dag dat ons kindje komt (1959) - Mexicaans liefdeslied (1959) - Zeg de waarheid (1960) - Vieni, vieni, qui (1960) - Carnaval in Madrid (1962) - Heimwee (1984) - Do you know what it means (1999) |

### Albums
- De gouden stem van La Esterella (vol. 1, 2 et 3) (1969, 1970 et 1971)
- Het beste van La Esterella (1974)
- Liedjes die ik steeds graag zong (1988)
- De levende legende (1989)
- Het beste van La Esterella (1997)
- Oh Lieve Vrouwe toren (2002)